# El Pueblito, Querétaro Arteaga
El Pueblito är en ort i Mexiko.   Den ligger i kommunen Corregidora och delstaten Querétaro Arteaga, i den centrala delen av landet, 180 km nordväst om huvudstaden Mexico City. El Pueblito ligger 1 817 meter över havet och antalet invånare är 71 254.
Terrängen runt El Pueblito är platt norrut, men söderut är den kuperad. Runt El Pueblito är det ganska tätbefolkat, med 104 invånare per kvadratkilometer. Närmaste större samhälle är Santiago de Querétaro, 7,7 km nordost om El Pueblito. Omgivningarna runt El Pueblito är en mosaik av jordbruksmark och naturlig växtlighet.